# 奥田健介
 奥田 健介 （おくだ けんすけ、1974年（昭和49年）4月27日 - ）は、日本のミュージシャンであり、ノーナ・リーヴスのギター、キーボード担当。福岡県生まれ、滋賀県大津市育ち。血液型B型。滋賀県立膳所高等学校、早稲田大学商学部を卒業。既婚者。通称「オッケン」。

## 来歴
1996年2月、ノーナ・リーヴスに加入し、1997年にメジャーデビュー。

## 人物
影響を受けたアーティストは、ローリング・ストーンズ、ビーチ・ボーイズ、フランク・ザッパ、ジミ・ヘンドリックス、ザ・クラッシュ、スペシャルズ、マーティン・デニー、細野晴臣など。

## サポート
- 堂島孝平
- みうらじゅん
- 土岐麻子
- ナイス橋本
- m-flo
- 空気公団
- スネオヘアー
- 安東由美子
- CHEMISTRY
- 野宮真貴
- レキシ
- BONNIE PINK
- 一十三十一
- 坂本真綾
- YUKI など

多数のセッション、ライヴ、テレビ出演に参加している。

## 作曲家として
- 土岐麻子
  - 「ウィークエンドの手品」作曲。アルバム『Debut』収録。
  - 「MY SUNNY RAINY」「モンスターを飼い馴らせ」作曲。アルバム『TALKIN'』収録。
  - 「ブルー・バード」「FOOLS FALL IN LOVE sings with 堀込泰行」作曲。アルバム『TOUCH』収録。
  - 「Sentimental」作曲。アルバム『乱反射ガール』収録
- 高杉さと美
  - 「マスカラ」作曲・編曲。アルバム『MASCARA』収録
- 南波志帆
  - 「Bless You, Girls!」作曲。ミニアルバム『ごめんね、私。』収録。
  - 「2センチのテレビ塔」作曲。アルバム『水色ジェネレーション』収録。
- 花澤香菜
  - 「YESTERDAY BOYFRIEND」作曲。アルバム『25』収録。
  - 「Blue Avenue を探して」作曲。アルバム『Blue Avenue』収録。
- 坂本真綾
  - 「ドリーミング」作曲。ミニアルバム『30minutes night flight』収録。

## ソロ・プロジェクト
ZEUS名義でソロ活動。ノーナ・リーヴスとタワーレコードがタッグを組み発足したレーベル「daydream park records」の第二弾作品として、2021年に初のソロ・アルバム『ZEUS』を発売。